# Francesc Cubells (metropolitana di Valencia)
La stazione di Francesc Cubells è una stazione delle linee 6 e 8 della Metropolitana di Valencia, situata nel quartiere Grao. È stata inaugurata il 27 settembre 2007. Si trova in via Francisco Cubells, dove sono presenti due banchine rialzate trovano su entrambi i lati dei binari del tram.
Quando è stato inaugurata, al fine di servire i viaggiatori che sono andati a vedere la America's Cup 2007, la stazione è stato dapprima chiamata Francisco Cubells, diventando Francesc Cubells (in valenciano) dopo il ritiro dei segnali indicativi di questo evento.